# Joe Rantz
Joseph Harry Rantz, detto Joe (Spokane, 31 marzo 1914 – Redmond, 10 settembre 2007), è stato un canottiere statunitense.

## Palmarès

### Olimpiadi
- 1 medaglia:
  - 1 oro (Berlino 1936 nell'otto)